# سوفکامفلوت
سوفکامفلوت (روسی: ПАО «Совкомфлот» , ПАО «Современный коммерческий флот») شرکت ترابری روس است، که در سال ۱۹۸۸ تأسیس شد.